# ショウリョウバッタモドキ
ショウリョウバッタモドキ（精霊飛蝗擬、Gonista bicolor）はバッタ目バッタ科の昆虫。
成虫の体長は、オス25-30mm、メス45-50mm。全身薄緑だが体側及び背面に赤い部分を持つ個体もいる。メスのみ全身が赤い個体も希に現れる。
ショウリョウバッタ同様の細い体つきをしているが、脚は体に対して短く、後脚も短く跳躍力は弱い。反面、飛翔力に優れ、また細長い体を生かしてイネ科植物に擬態している。危険を感じると体を止まっている草にぴたりと寄せて、そのまま反対側に回り込む。
平地-山間部のイネ科群落に生息し、ショウリョウバッタよりも草丈が高く、やや密に茂った所を好む。湿った環境を好むと妄信的に多く記述されているが、実際にはむしろ乾き気味の環境を好む。
出現時期はショウリョウバッタより遅く、7月下旬-11月頃。